# Erlotinib
Erlotinib, được bán dưới tên thương hiệu Tarceva và các tên khác, là một loại thuốc dùng để điều trị ung thư biểu mô phổi không tế bào nhỏ (NSCLC) và ung thư tuyến tụy. Cụ thể, nó được sử dụng cho NSCLC với một đột biến thay thế EGFR exon 19 (del19) hoặc exon 21 (L858R), mà đã lan sang các bộ phận khác của cơ thể. Nó được đưa vào cơ thể qua đường miệng.
Các tác dụng phụ thường gặp bao gồm phát ban, tiêu chảy, đau cơ, đau khớp và ho. Tác dụng phụ nghiêm trọng có thể bao gồm các vấn đề về phổi, các vấn đề về thận, suy gan, thủng đường tiêu hóa, đột quỵ và loét giác mạc. Sử dụng thuốc này trong thai kỳ có thể gây hại cho em bé. Nó là một chất ức chế tyrosine kinase thụ thể, hoạt động trên thụ thể yếu tố tăng trưởng biểu bì (EGFR).
Erlotinib đã được chấp thuận cho sử dụng trong y học tại Hoa Kỳ vào năm 2004. Nó nằm trong Danh sách các loại thuốc thiết yếu của Tổ chức Y tế Thế giới, trong đó liệt kê các loại thuốc an toàn và hiệu quả nhất cần thiết trong hệ thống y tế. Tại Hoa Kỳ, Tính đến  năm 2019, nó có giá khoảng 8,832 USD cho tổng liều dùng mỗi tháng. Tại Vương quốc Anh, số tiền này khiến NHS phải trả khoảng 1.631,53 bảng mỗi tháng.

## Sử dụng trong y tế

### Ung thư phổi
Erlotinib được dùng trong việc điều trị ung thư phổi không tế bào nhỏ không thể phát hiện được khi thêm vào hóa trị liệu giúp cải thiện tỷ lệ sống sót chung lên 19% và cải thiện tỷ lệ sống không tiến triển (PFS) 29%, khi so sánh với hóa trị liệu đơn thuần. Cơ quan Quản lý Thực phẩm và Dược phẩm Hoa Kỳ (FDA) đã phê duyệt erlotinib để dùng trong điều trị ung thư phổi không tế bào nhỏ di căn hoặc tiến triển tại chỗ mà đã trải qua ít nhất một chế độ hóa trị liệu không thành công trước đó. 